# 普雷本·克拉布
普雷本·克拉布（丹麥語：Preben Krab，1952年7月15日—），丹麦男子赛艇运动员。他曾代表丹麦参加1968年夏季奥林匹克运动会赛艇比赛，获得男子双人单桨有舵手铜牌。

## 家庭
哥哥约恩·克拉布。